# Catalent
Catalent est une entreprise américaine de sous-traitance pharmaceutique, appelée également façonnier.

## Histoire
Catalent est à l'origine une filiale de Cardinal Health. En 2007, Cardinal Health vend Catalent à Blackstone pour 3,3 milliards de dollars.
En avril 2016, Lonza, un de ses concurrents américains, annonce son intention d'acquérir Catalent mais l'équipe dirigeante de Catalent refuse cette tentative.
En juillet 2018, Catalent annonce l'acquisition de Juniper Pharmaceuticals pour environ 128 millions de dollars.
En avril 2019, Catalent annonce l’acquisition de Paragon Bioservices, spécialisée dans la thérapie génique, pour 1,2 milliard de dollars en liquidité.
En février 2020, Catalent acquiert MaSTherCell, une spin-off de l'ULB basé à Gosselies pour près de 285 millions d'euros, MaSTherCell est une societé de mise au point et de production de thérapies cellulaires et géniques
.
En février 2021, Catalent acquiert Delphi Genetics. Catalent entend faire de Gosselies « son centre d’excellence au niveau européen pour ce qui est du marché des thérapies géniques et cellulaires », selon François Blondel.
En août 2021, Catalent acquiert Bettera, une entreprise spécialisée dans les compléments alimentaires, pour 1 milliard de dollars.
En février 2024, Novo Nordisk annonce l'acquisition pour 16,2 milliards de dollars de Catalent, notamment parce que Catalent est impliquée dans la fabrication du Wegovy.